# Magnetometr

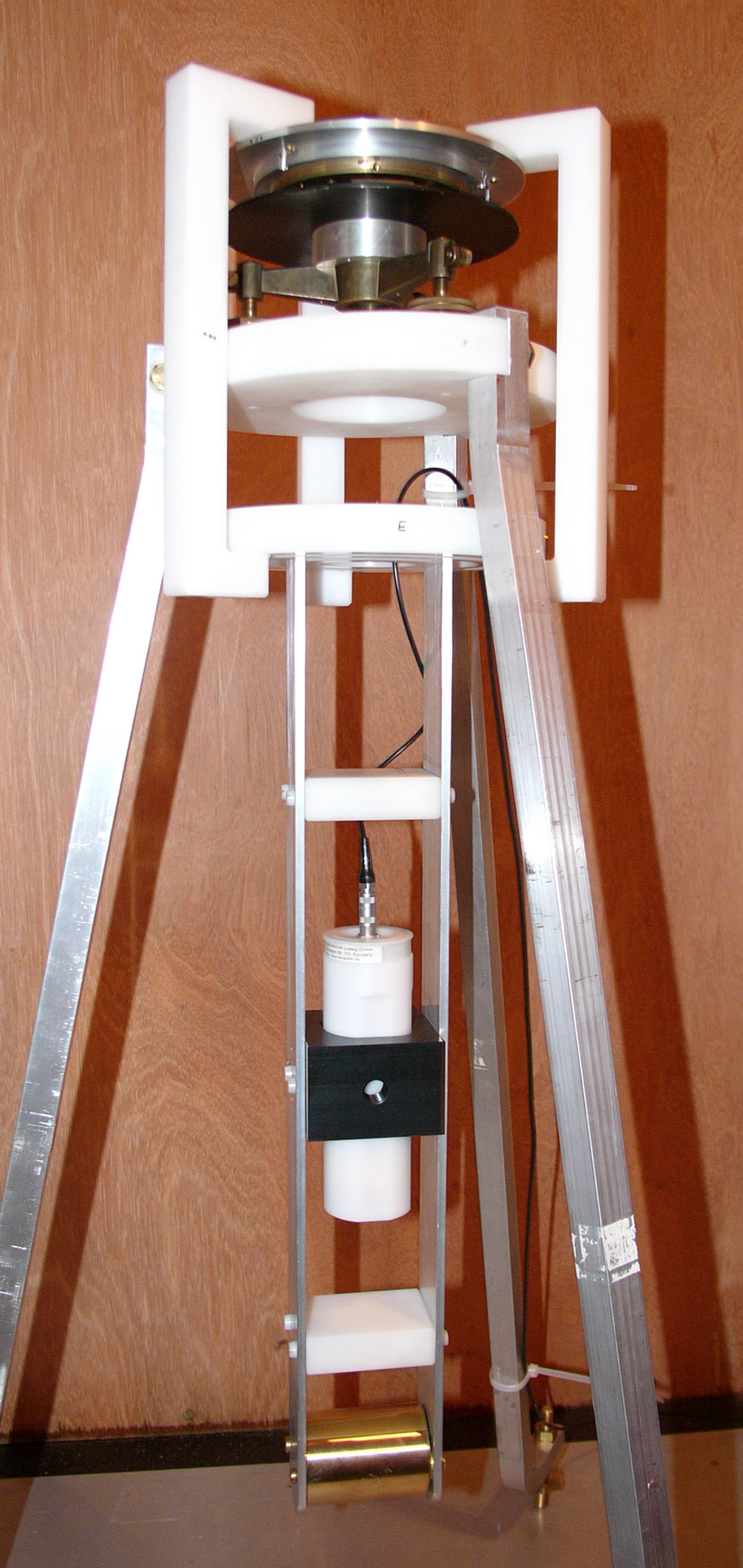
Magnetometr ve vědecké stanici v Antarktidě

Magnetometr je přístroj na měření velikosti a směru magnetické indukce nebo magnetického momentu (tedy magnetizace). První magnetometr zkonstruoval německý fyzik a matematik Carl Friedrich Gauss.
Při geofyzikálním průzkumu se používá na měření některé složky magnetického pole Země; často je umístěný v letadle nebo v závěse za letadlem (tzv. aeromagnetický průzkum).
V astronomii se trojosý magnetometr používá v umělých družicích a kosmických sondách na průzkum magnetosféry a tam, kde se vyžaduje orientace ostatních přístrojů na palubě vzhledem k orientaci magnetického pole.